# Bazár

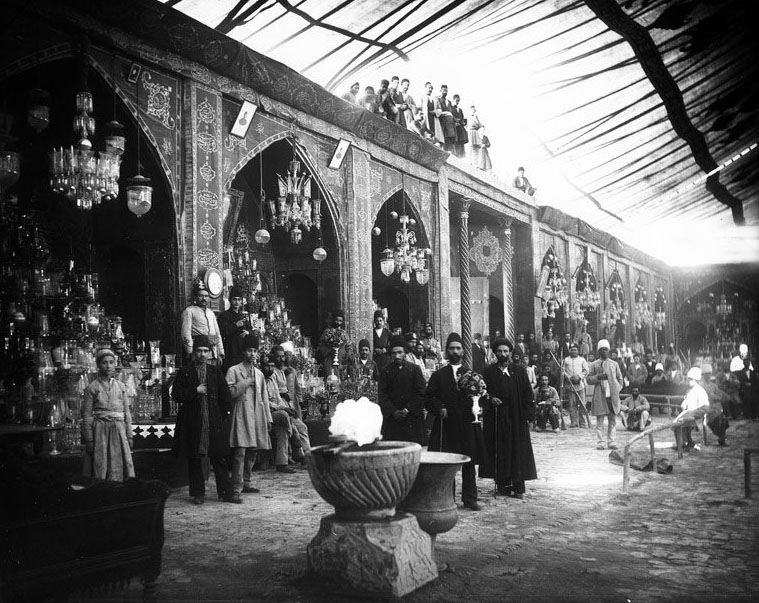
Az iszfaháni nagybazár rézművesei a 19. században

A bazár (perzsa ’piac’) elsődleges jelentésében a közel-keleti és észak-afrikai, főként iszlám kultúrájú városokra jellemző, üzletekkel és kézművesműhelyekkel teli utca, városrész, szabadtéri piachely, esetenként kifejezetten e célra létrehozott boltíves árucsarnok (arab szóval szúk). 
A magyar nyelvben régebben a bazár szóval jelölték a házak aljában húzódó, üzletekkel beépített átjárót is, napjainkban pedig a kétes minőségű, olcsó tömegcikkeket árusító pavilonsorokat, illetve a kirakodóvásárral egybekötött jótékonysági rendezvényeket.
Kialakulásuk jellemzően egy mecsethez kötődött, annak falánál jelentek meg az első kereskedők és kézművesek, de idővel a bazár külön városrészt alkothatott. Nemritkán teljesen vagy részlegesen fedett volt, különösen a kényes portékát áruló kereskedők (ékszerművesek, kelmeárusok stb.) igyekeztek árujuk védelmét így biztosítani. Minden jelentősebb városnak vagy városrésznek megvolt a bazárja, amelynek belső elrendezését az jellemezte, hogy az azonos termékek üzletei és műhelyei (aranyművesek, nemezkészítők stb.) egy helyre csoportosulva várták vevőiket. A bazárban árulók tevékenységét, a tisztességes kereskedelmet és a portékák megfelelő minőségét a muhtaszib felügyelte. 
A legnagyobb bazárok Irán területéről ismertek (pl. Teherán, Iszfahán), a leginkább eredeti formájában fennmaradt bazár pedig a marokkói Fez városában található. Ismert még az isztambuli vagy a jeruzsálemi bazár is.